# Gustav von Hollen
Gustav Karl Emil Beatus Freiherr von Hollen, né le 22 décembre 1851 à Schönweide, arrondissement de Plön et mort le 7 novembre 1917, est un général. Il a servi au sein de l'armée allemande pendant la Première Guerre mondiale.

## Origine
Gustav est le fils du propriétaire terrien et chasseur de la cour danoise Julius von Hollen (de) (1804-1879) et le frère cadet du futur vice-amiral Georg von Hollen (de) et de l'administrateur d'arrondissement (de) Karl von Hollen (de). Le 21 mars 1866, son père, qui a soutenu le camp prussien lors de la guerre des Duchés, a reçu la reconnaissance de la noblesse prussienne avec l'élévation au rang de baron pour lui-même et ses descendants.

## Début de carrière
Il s'engage le 13 mai 1873 comme Portepée-Fähnrich, passant le 15 octobre 1874 au grade de Sekonde-Lieutenant avec comme affectation le 15e régiment d'uhlans en garnison à Strasbourg. Il passe adjudant en 1882, puis Premier-Lieutenant le 4 août 1883. Le 30 janvier 1886, il est nommé au sein de l'inspection vétérinaire (Inspektion des Militär-Veterninär-Wesens) à Berlin, puis le 16 mai 1888 au 6e régiment de cuirassiers, passant Rittmeister (capitaine) le 19 septembre 1888.
Le 16 février 1889, il est détaché auprès du ministère de la Guerre de Prusse (Preußisches Kriegsministerium) à Berlin, au sein de la section chargée de la cavalerie (Kavallerie Abteilung). Puis le 12 septembre 1892, il prend le commandement d'un escadron du 16e régiment d'uhlans à Salzwedel, passant au grade de major le 1er septembre 1896. Le 25 novembre 1898, il passe à l'état-major du 6e régiment de cuirassiers à Brandebourg-sur-la-Havel, avant de prendre le commandement du 1er régiment de chasseurs à cheval du Roi à Posen le 28 septembre 1901.
Devenu lieutenant-colonel le 22 mars 1903, puis colonel le 13 février 1906, il est nommé à la tête de la 4e brigade de cavalerie à Bromberg le 5 mars 1908. Generalmajor le 22 mars 1910, puis Generalleutnant le 1er octobre 1912, il reçoit ce jour-là le commandement de la 21e division à Francfort-sur-le-Main.
Il s'est marié avec Leontine Bernhardine Helene von Roedern (1873-?), la fille du comte (Graf) Bernhard von Roedern.

## Première Guerre mondiale
Lors de la mobilisation allemande de 1914, il est nommé commandant du 4e corps de cavalerie (en) (Höherer Kavallerie Kommandeur 4), chargé d'éclairer la marche de la 5e armée allemande.
Le 11 décembre 1914, on lui confie le commandement de la 3e division d'infanterie, en remplacement du général Ferdinand von Trossel. Le 15 juin 1915, il est mis à la tête de la 37e division d'infanterie, en remplacement du général Hermann von Staabs. Le 2 juillet 1916, malade, il quitte son poste. Nommé General der Kavallerie le 27 janvier 1917, il meurt en novembre 1917.